# Mahha
Mahha（マッハ）は2006年に結成された、ワタナベエンターテインメントに所属していたお笑いコンビ。大阪NSC24期生。WCS6期生。2009年8月解散。
結成当初は、漢字書きで「麻波」（マッハ）というコンビ名だった。それ以前は浅井企画に所属し、「ライドン」というコンビ名だった。

## メンバー
- 中谷みつとし（なかたに みつとし、1981年3月1日 - ）

本名;中谷充利。ボケ担当。血液型B型。
兵庫県尼崎市出身。
趣味は、ダーツ、サスペンダー収集。潜水と、高校野球や高校野球監督等それに関することに詳しく生粋の甲子園マニアである、また、見ただけで機種名が言えるほど携帯電話にも詳しい。
解散後は浅井企画でタレントとして活動している。
どぶろっくとは深くから親交があり
江口直人とは一緒に住むほど交流がある
- 前田貴彦（まえだ たかひこ、1980年11月28日 - ）

ツッコミ担当。血液型A型。
島根県隠岐郡出身。
趣味は、古着収集、部屋の内装替え など。
解散後は坂本しろうと「ザ・ゴリラバンド」というコンビを組み活動している。
エハラマサヒロとは互いに古くからの付き合いがある。

## 来歴
大阪NSC24期生。2005年4月に二人とも大阪から上京。
事務所ライブ『WEL Jr.』などで活動していた。また、新宿バイタス劇場で『植えるのロッキー』というライブを主催していた。

## 芸風
- 『エンタの神様』では、ほうきをギターに見立ててリズムに乗せた、様々なテーマのショートネタを披露。「ぽつ〜ん」という台詞で落ちの形に持っていくというものであるが当の2人はギターが弾けない。
- 過去エアーギターで歌うという芸風でやっていたこともある。
- 過去漫才もやっていたこともある。

## 出演番組
- エンタの天使（日本テレビ） - 2008年11月5日（第7回）、キャッチコピーは「音速のホウキbeat」
- エンタの神様（日本テレビ） - 2009年2月14日、4月18日キャッチコピーは「放課後の「速」興LIVE」
- ジャイケルマクソン（MBS他） - 2008年11月19日、11月26日。
- 赤い糸（フジテレビCX）第1〜3話（中谷みつとしのみ出演）